# Tinta Cão

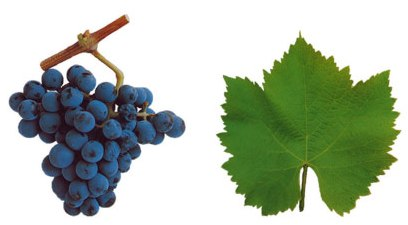
Tinta Cão

De Tinta Cão is een blauwe druivensoort uit het noorden van Portugal en is een van de belangrijkste druiven waar rode port van wordt gemaakt.

## Geschiedenis

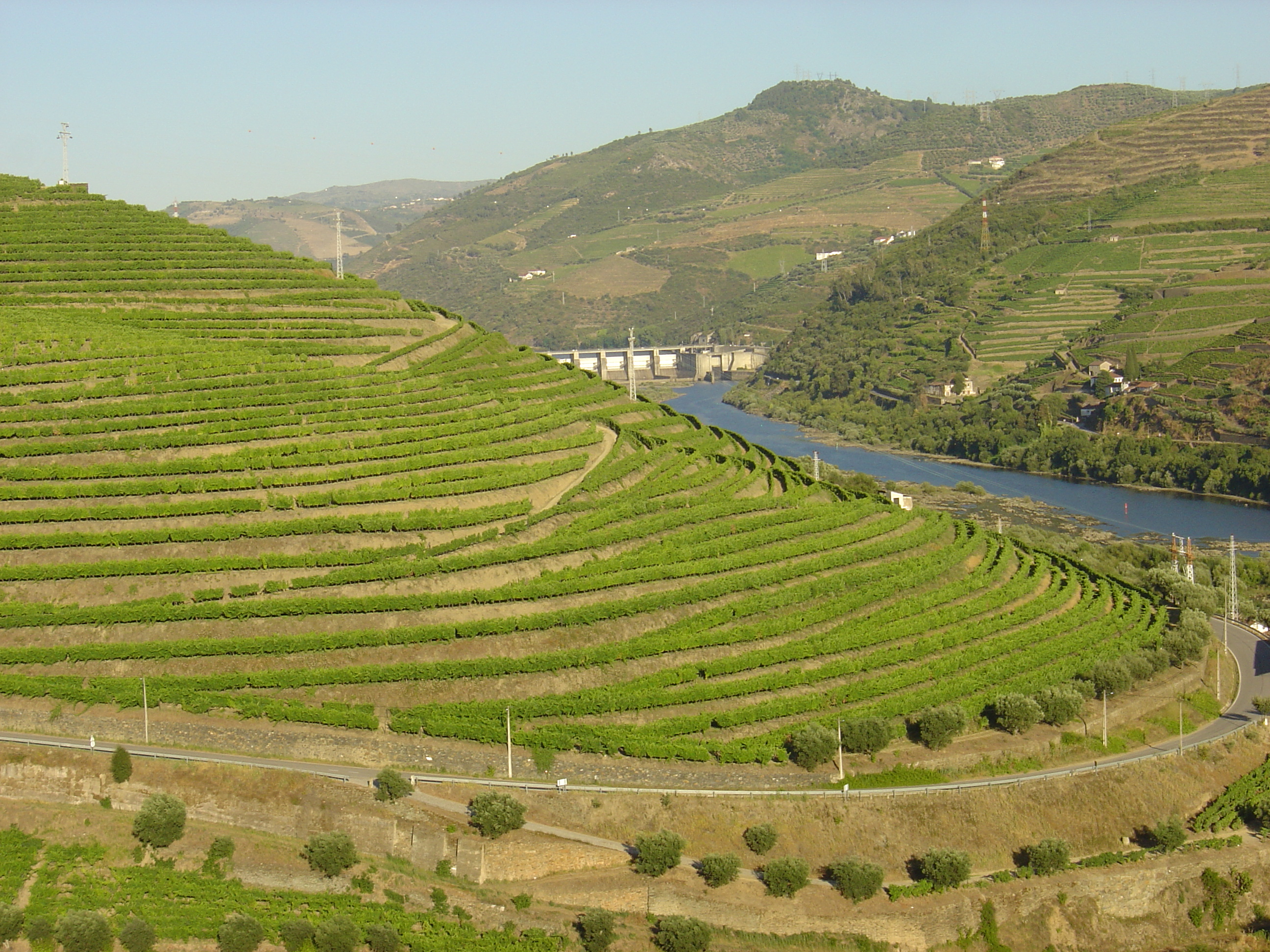
Dourovallei

Dit is een zeer oude variëteit uit het noorden van Portugal, meer specifiek uit de regio's Douro en Dão. Dit ras bestaat al sinds het midden van de 17e eeuw en wordt door velen beschouwd als een van de oudste van het land. DNA-onderzoek moet uitwijzen of er - zoals wordt verondersteld - een relatie bestaat tussen dit ras en de soorten Viosinho en Tinta Francisca. In de jaren 30 van de 20ste eeuw werd het ras gebruikt om er de Amerikaanse druif Rubired mee te telen.

## Kenmerken
De druiven hebben een zeer dikke schil, waardoor de kans op botrytis vrijwel afwezig is. De opbrengst is zeer laag te noemen, minder dan 25 hectoliter per hectare. De dikke schil zorgt ook voor een diepe, donkerrode kleur en levert veel goede tannines, die er op hun beurt weer voor zorgen dat de wijnen lang bewaard kunnen worden. Dit ras is een van de belangrijkste ingrediënten om vintage port van te maken.

## Gebieden
De Dourovallei en Dão gelden als bakermat van deze druif. Daarnaast komt de druif mondjesmaat nog in andere wijnstreken in Portugal voor. Ondanks de lage opbrengst is er in de Douro ruim 3.000 hectare mee beplant.

## Gebruik
De druif wordt gebruikt voor de betere port-wijnen en hoge kwaliteit wijnen uit het noorden van Portugal.

## Synoniemen[1]
- Astellana Negra
- Farmento
- Farnento
- Teinta Cam
- Tinta Cam
- Tinta Cão
- Tinto Cam